# رادار سات

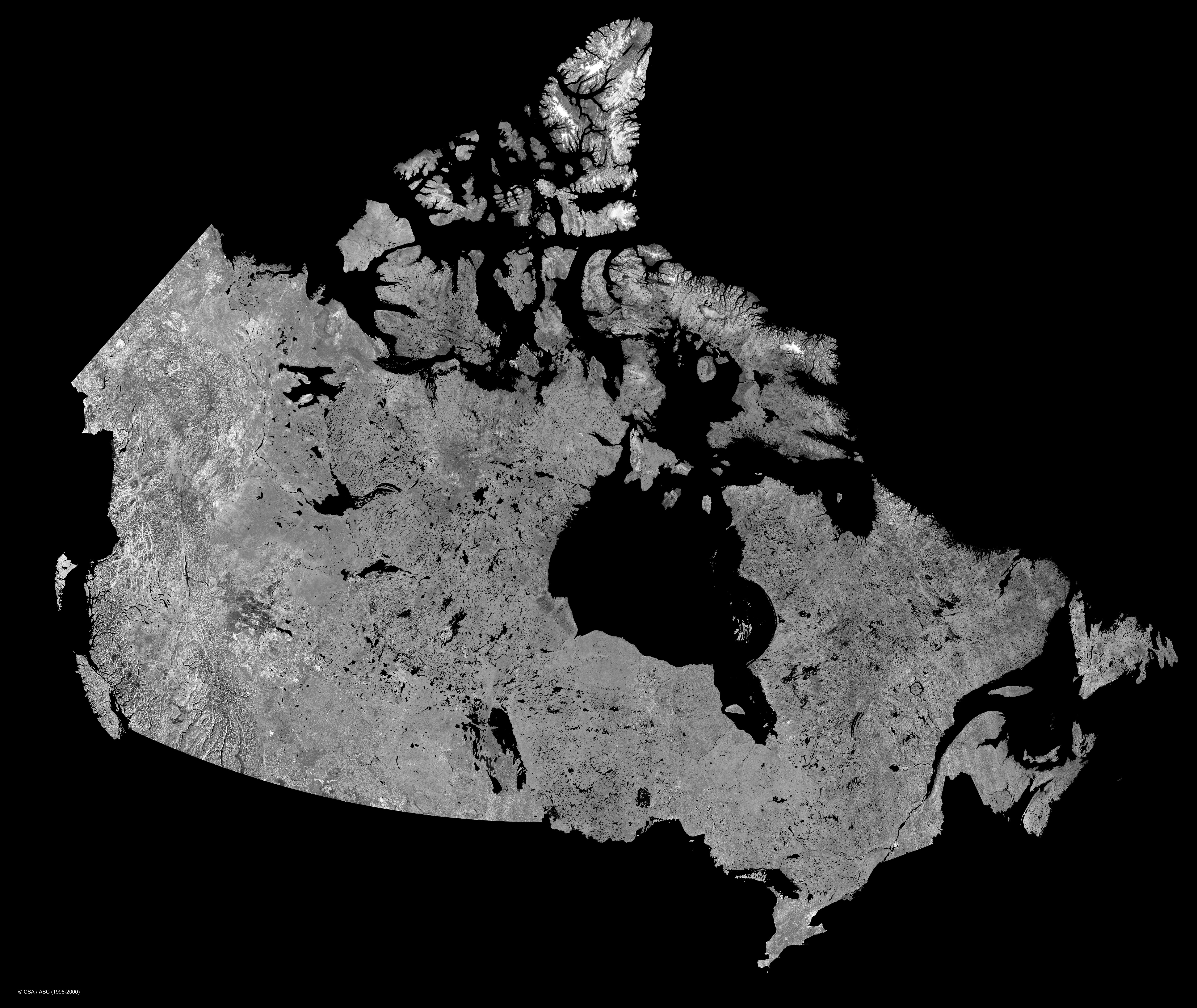
صورة لخريطة كندا بواسطة رادار سات

رادار سات  هو قمر صناعي لرصد الأرض وكشف الأرض عن بُعد تشرف عليه وكالة الفضاء الكندية.

## المكونات
```
يتكون البرنامج من:
```

- رادار سات 1  (1995 - 2013)[3]
- رادار سات 2 (2007 - إلى الآن)[4]

## التطورات
سيستخدم كوكبة رادار سات ، وهي خليفة رادار سات 2، مكونة من ثلاثة أقمار صناعية صغيرة لتوفير تغطية أكبر مع تقليل انقطاعات الخدمة ومن المتوقع إطلاقها في أواخر يونيو 2019.